# Allodontidae
Los alodóntidos (Allodontidae, gr. "ἄλλος" "ὀδούς", "diente diferente") son una familia de mamíferos extintos del orden Multituberculata que vivieron en lo que es ahora América del Norte durante el período Jurásico. Son mamíferos relativamente tempranos clasificados en el suborden informal Plagiaulacida. La familia fue nombrada por Othniel Charles Marsh en 1889. Se conocen dos géneros: Ctenacodon y Psalodon.

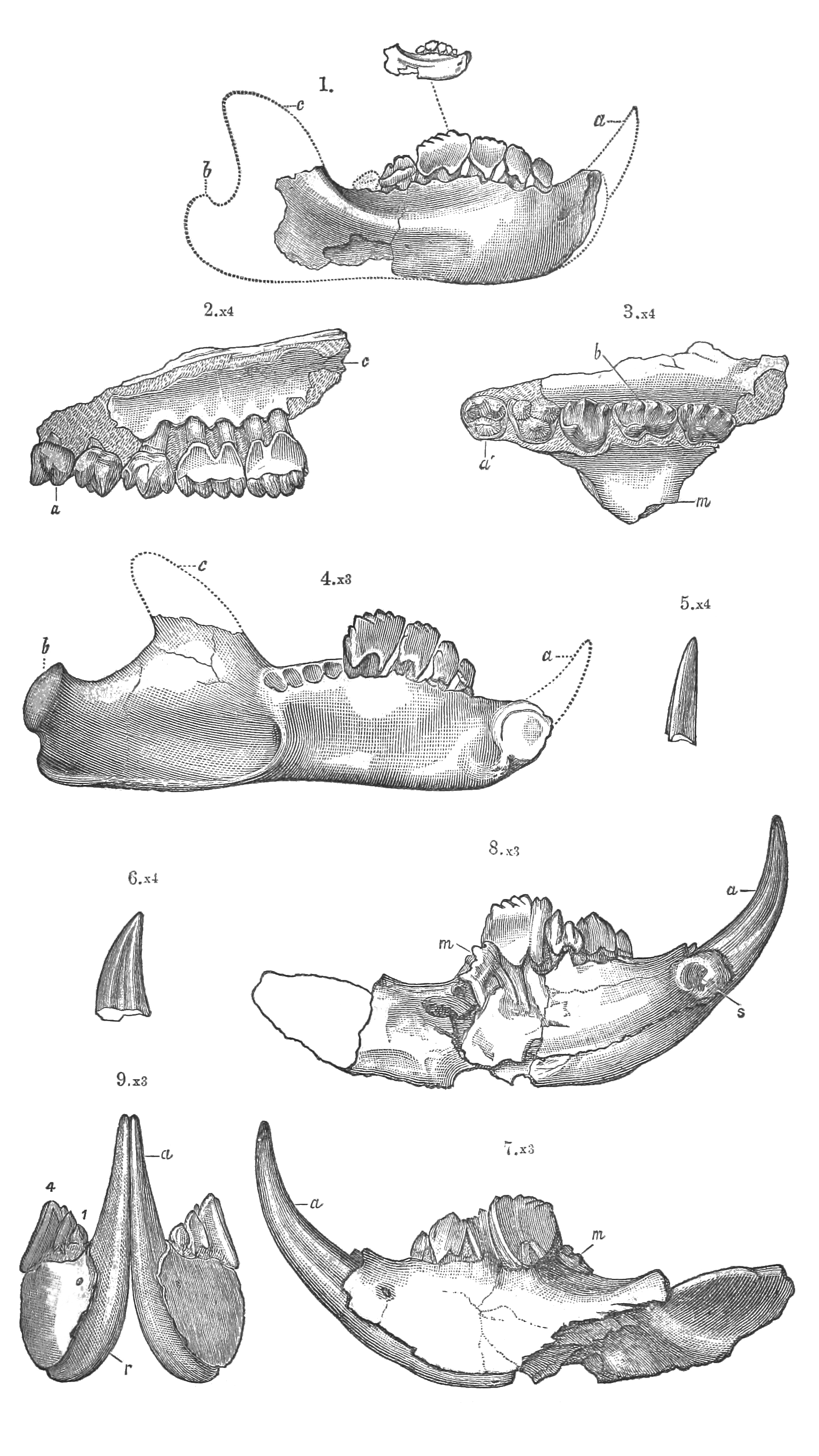
Mandíbulas inferiores de alodóntidos